# 藍少甫
藍少甫（1997年3月21日—）為臺灣男子籃球運動員，場上位置為中鋒，現效力於超級籃球聯賽裕隆集團。

## 早年至高中生涯
藍少甫來自屏東，國中時因具備193公分的身高而受到啟蒙教練魏建中邀請加入麟洛國中籃球隊，開啟他的正規籃球訓練，國中畢業後因教練在新竹縣東泰高中擔任籃球顧問因此選擇北上就讀。

## 大學生涯
大學效力於國立體育大學，並與陳昱瑞、楊盛硯、王柏智等人一同奪下UBA公開一級冠軍。2018年7月璞園建築向國立體育大學借將藍少甫以及張哲弦參加2018年亞洲冠軍盃資格賽。2020年入選中華白隊參加molten臺灣超級籃球挑戰賽。

## 職業生涯
2021年7月參加P. LEAGUE+新人選秀會，在第一輪第8順位被高雄鋼鐵人選中，8月參加T1聯盟新人選秀會，在首輪被臺南選中。8月23日，藍少甫與高雄鋼鐵人完成簽約。
2023年8月7日，高雄17直播鋼鐵人與藍少甫未執行球隊選擇權並宣布離隊。8月8日，藍少甫加盟T1聯盟臺中太陽。10月16日，臺中太陽宣布解散。10月18日，藍少甫加盟T1聯盟臺南台鋼獵鷹。
2024年1月4日，臺南台鋼獵鷹與裕隆納智捷達成球員交流共識，第21季SBL藍少甫至裕隆納智捷交流。6月25日，臺南台鋼獵鷹宣布藍少甫回歸球隊。

## 生涯數據

### P. LEAGUE+
例行賽
| 賽季    | 球隊             | GP | MPG   | 2P%   | 3P%   | FT%  | RPG  | APG  | SPG  | BPG  | PPG  |
| ------- | ---------------- | -- | ----- | ----- | ----- | ---- | ---- | ---- | ---- | ---- | ---- |
| 2021–22 | 高雄鋼鐵人       | 24 | 18:54 | 43.16 | 35.29 | 61.9 | 3.08 | 0.38 | 0.46 | 0.29 | 6.96 |
| 2022–23 | 高雄17直播鋼鐵人 | 28 | 17:09 | 47.5  | 27.27 | 62.5 | 3.68 | 0.64 | 0.39 | 0.21 | 5.18 |

## 外部連結
- 藍少甫的Instagram帳戶
- 藍少甫在fiba.basketball（英语）
- 藍少甫在P. LEAGUE+官網
- 藍少甫在Eurobasket.com（球員）（英语）
- 藍少甫在Proballers（英语）
- 藍少甫在RealGM（球員）（英语）
- 藍少甫在Flashscore（英语）